# Turbula
Turbula là một chi bướm đêm thuộc họ Noctuidae.